# عربيات (مسلسل)
عربيات مسلسل سوري كوميدي أنتج عام 2005، من إخراج شادي علي. وهو عبارة عن لوحات كوميدية ساخرة كتبها أكثر من ثلاثين كاتبا سوريا تطرح هموم الشارع العربي في ظل التداعيات السورية في تلك الفترة.

## طاقم التمثيل
- أيمن رضا
- فارس الحلو
- صباح عبيد
- جيني اسبر
- باسم ياخور
- قمر خلف
- أندريه سكاف
- ناجي جبر
- علي السهلي ( 5 لوحات).